# Bradicardia sinusale
La bradicardia sinusale corrisponde all'abbassamento della frequenza cardiaca al di sotto di 60 battiti al minuto.

## Caratteristiche
La bradicardia sinusale può essere:
- fisiologica: nei soggetti giovani, negli anziani, negli sportivi, in caso di iperattività vagale.
- patologica: nell'ipotiroidismo, ipotermia, nausea, vomito, ipertensione endocranica, malattie del nodo del seno e ipersensibilità carotidea.
- farmacologica: per trattamento con betabloccanti, antiaritmici, diuretici eccetera.

Il limite critico della bradicardia dipende dall'allenamento del cuore: gli sportivi sopportano senza difficoltà bradicardie notturne anche sotto i 40/min. Per persone non allenate già un ritmo <40-50/min può essere non emodinamicamente efficace. In caso di patologie cardiache ed extracardiache livelli simili possono portare a difetti nella perfusione cerebrale.
La bradicardia sinusale patologica non mostra la normale tachicardizzazione legata allo sforzo.